# Скоростные автобусные маршруты Москвы
Скоростны́е авто́бусные маршру́ты Москвы́ — транспортная система в Москве, предусматривающая движение ускоренных автобусов по выделенным полосам на основных выделенных магистралях, соединяющих удалённые районы с центром города.
Трасса маршрутов полуэкспрессных автобусов выбирается по принципу: маршрут, по которому можно быстро проехать на машине, но при поездке на общественном транспорте приходится делать несколько пересадок. За счёт выделенных полос средняя скорость у таких автобусов 20,7 км/ч, или на 20 % быстрее, чем у автобусов в общем потоке транспорта. На отдельных участках скорость достигает 60 км/ч.
Официально позиционируется как средство для улучшения транспортного обслуживания жителей периферийных районов столицы.
По состоянию на 22 марта 2025 года действует 26 полуэкспрессных маршрутов. Скоростными автобусами пользуются ежесуточно более 100 тысяч человек.
Перевозчиком является ГУП города Москвы «Мосгортранс» и коммерческий перевозчик (маршрут № 102). Стоимость проезда и виды проездных документов не отличаются от обычного наземного транспорта Москвы. Первоначально полуэкспрессные автобусы выделялись жёлто-оранжевой окраской, но затем на маршруты стали выпускаться автобусы с обычной окраской — вначале бело-зелёной, затем — голубой.

## История
Первая выделенная полоса для маршрутного транспорта в качестве эксперимента появилась в Москве на Волоколамском шоссе в 2009 году, в 2010 — на проспекте Андропова.
В 2011 году развитие сети выделенных полос в Москве и организация на них экспресс-маршрутов была признана приоритетной. 9 июля 2011 года была официально открыта выделенная полоса на участках Ленинградского проспекта. 22 сентября открыта выделенная полоса на Липецкой улице, а 22 октября по ней был организован первый экспресс-маршрут № 901.
В конце августа была организована выделенная полоса на Боровском шоссе в обе стороны от МКАД до улицы Шолохова, а 5 ноября 2011 года была официально запущена полоса на участках Озёрной улицы и Мичуринского проспекта (от МКАД до площади Индиры Ганди), а также на участке улицы Косыгина, Воробьёвском шоссе и Бережковской набережной. Тогда же был организован второй автобусный экспресс-маршрут — № 902 от Ново-Переделкина до Киевского вокзала.
С 19 ноября 2011 года была введена выделенная полоса на Ярославском шоссе и участке проспекта Мира (от Холмогорской улицы до Рижского вокзала), в тот же день был запущен автобусный маршрут № 903.
С 4 февраля 2012 года была введена в действие выделенная полоса на Пятницком и Волоколамском шоссе, а также на Ленинградском проспекте для движения полуэкспрессного маршрута № 904 «4-й микрорайон Митина — Белорусский вокзал», который был запущен в этот день.
С 29 февраля 2012 года было увеличено количество остановок на четырёх экспрессных маршрутах:
- № 901 — «Липецкая улица, 46», «6-я Радиальная улица, 10», «Управа района Москворечье-Сабурово» (было 8 остановок, стало 11);
- № 902 — «Новопеределкинская улица», «Чоботы», «Улица Главмосстроя», «Винницкая улица», «Патентное ведомство» (было 9, стало 14);
- № 903 — «Детская поликлиника», «Федоскинская улица», «Полиграфический колледж», «Метро „Алексеевская“» (было 6, стало 10);
- № 904 — «Дубравная улица», «Улица Панфилова» (от центра), «МАДИ-Финансовый университет» (от центра) (было 10, стало 13).

С 17 декабря 2012 года была введена остановка на маршруте № 902 «Улица Косыгина».
С 28 декабря 2012 года была введена остановка на маршруте № 904 «Метро „Пятницкое шоссе“».
С 1 июля 2013 года организован маршрут № 905 «75-й км МКАД — Белорусский вокзал». Годом ранее, 12 июля 2012 года руководитель департамента транспорта и развития дорожно-транспортной инфраструктуры города Москвы Максим Ликсутов сообщил, что следующий маршрут САС (предварительный номер 905) протяжённостью 15,3 км будет запущен по Ленинградскому проспекту и Ленинградскому шоссе от Белорусского вокзала. Было объявлено, что маршрут будет запущен по окончании строительства отстойно-разворотной площадки на Ленинградском шоссе, которое должно было завершиться до 1 августа 2012 года. Всего до конца 2012 года планировалось строительство 10 новых отстойно-разворотных площадок для скоростных автобусных маршрутов: на Ленинградском, Ярославском, Рублёвском, Щёлковском шоссе и шоссе Энтузиастов, на Ленинском, Севастопольском и Волгоградском проспектах, а также на Люблинской и Профсоюзной улицах.
С 23 декабря 2013 года введён маршрут № 907 «Метро „Добрынинская“» — «Каширское шоссе, 148».
С 1 июня 2014 года посадка во все маршруты осуществлялась при включённых турникетах (до этого для ускорения посадки в автобус использовалась система АСКП с валидатором(-ами), но опущенным (отключённым) турникетом). Эксперимент дал положительные результаты — число валидаций на маршрутах возросло на 12,5 % пассажиров при той же скорости посадки.
С сентября 2014 года на маршруте № 904 предусмотрены резервные остановки, вводящиеся только в случае проведения футбольных матчей на стадионе «Открытие Арена» — «Клуб имени Чкалова» (из центра) и «Река Сходня» (в центр). Остановка «Метро „Тушинская“» на время матчей отменяется.
С 11 марта 2015 года по рабочим дням введены укороченные рейсы № 903к «Холмогорская улица — Метро „ВДНХ“», а с 26 марта № 901к «Загорье — Метро „Кантемировская“».
С 1 августа 2015 года маршрут № 901 продлён до Таганской площади. Продление планировалось месяцем ранее: были развешаны объявления на остановочных павильонах, но затем было отложено.
С 1 октября 2016 года введён маршрут № 906 «Метро „Улица Академика Янгеля“ — 1-й микрорайон Щербинки».
С 8 октября 2016 года маршрут № 904 продлён до станции метро «Китай-Город» со всеми остановками в пределах Садового кольца, а автобусный маршрут № 904к продлён от станции метро «Тушинская» до Белорусского вокзала (с отменой заезда к станции метро «Тушинская»).
С 26 ноября 2016 уже существующий маршрут № 611к от станции метро «Саларьево» в аэропорт Внуково вновь стал полуэкспрессным (до 12:00 16 февраля 2016 года он уже работал как скоростной под номером 611с) и получил новый № 911. Однако позже[когда?] маршруту стали вводиться дополнительные остановки, в результате чего маршрут перестал быть полэукспрессным.
С 17 марта 2017 года, после пуска участка «Парк Победы» — «Раменки» Солнцевской линии метро, на маршруте № 902 была введена остановка возле метро «Ломоносовский проспект», а также пущен маршрут № 908 «Метро „Каширская“ — Метро „Филёвский парк“».
С 16 сентября 2017 года маршрут № 854 получил новый № 112э и начал работать в режиме полуэкспрессного автобуса.
С 7 октября 2017 года, после открытия реконструированной площади Тверская Застава, маршруты № 904к и 905 были продлены от Ленинградского проспекта, 2 по Тверскому путепроводу до площади Тверской заставы с разворотом вокруг нового трамвайного кольца. В тот же день, после ввода выделенной полосы на Проспекте Мира маршрут № 903 продлён до станции метро Проспект Мира, разворот осуществляется у примыкания Грохольского переулка. Также № м7 стал полуэкспрессным по сокращённому маршруту «138-й квартал Выхина — метро „Китай-город“».
С 1 января по 1 сентября 2018 года во всех автобусах были демонтированы турникеты, валидаторы для оплаты проезда были установлены у каждой двери.
С 6 октября 2018 года введён маршрут № 909 «Осташковская улица — Северный (4-й микрорайон)».
С 12 декабря 2018 года введён маршрут № 300 «Беловежская улица — Метро „Петровско-Разумовская“», ставший первым полуэкспрессным автобусом, обслуживаемым коммерческим перевозчиком по программе новой модели транспортного обслуживания Москвы (перевозчиком являлся ООО «Таксомоторный парк № 20»).
С 14 сентября 2019 года маршрут № 503 «Метро „Тёплый Стан“ — Каменка» переведён в полуэкспрессный режим.
С 12 октября 2019 года маршрут № 905 в обоих направлениях стал следовать по Головинской эстакаде вместо дублёра Ленинградского шоссе.
С 17 октября 2020 года отменён маршрут № 902 «Улица Федосьино — Киевский вокзал» по причине оптимизации маршрутной сети в районе МГУ и Киевского вокзала, а также дублирования маршрута Солнцевской линией метро.
С 26 июня 2021 года маршрут № 909 «4-й микрорайон Северного — Осташковская улица» был переведён на работу электробусами. Таким образом, маршрут № 909 стал самым первым скоростным электробусным маршрутом. Обслуживают его электробусы КамАЗ-6282 производства СВАРЗа.
С 20 ноября 2021 года, в связи с обновлением маршрутной сети «Магистраль», полуэкспрессные маршруты стали обозначаться буквой е. Так, перенумерованы маршруты № м7, 144, 144к, 858, 901, 904, 904к, 906, 907, 908 в № е70, е10, е12, е91, е80, е30, е30к, е99, е85, е29 соответственно, и планировалась перенумерация маршрутов № 300, 433, 903, 911 в № е33, е14, е50, е11 соответственно.
С 8 декабря 2021 года маршрут № е12 продлён до метро «Калужская».
С 18 декабря 2021 года маршрут № е85 был укорочен до Даниловского рынка.
С 29 октября 2022 года в тестовом режиме введён маршрут № 643 «9-й микрорайон Кожухова — Коровинское шоссе».
С 12 ноября 2022 года, в связи с закрытием участка Замоскворецкой линии метро (от станции «Автозаводская» до станции «Орехово»), на маршрутах № е80 и е85 введён бесплатный проезд, последний был продлён до метро «Добрынинская», повторяя трассу маршрута № 907.
С 4 февраля 2023 года автобусные маршруты № 400э, 909 перенумерованы в № е41, е59.
С 19 августа 2023 года маршрут коммерческого перевозчика № 521 «1-я Ватутинская улица — Столбово» был направлен до метро «Тёплый Стан» и переведён в полуэкспрессный режим.
С 12 декабря 2023 маршрут № 300 «Беловежская улица — Метро „Петровско-Разумовская“» стал обслуживаться ГУП «Мосгортранс».
С 17 мая 2024 года маршрут № 112э был отменён.
С 20 июля 2024 года вместо маршрутов № 303, 503, 508, 512, 514, 531 были запущены маршруты № е141 «Метро „Тёплый Стан“ — Усадьба Клёново», е142 «Метро „Тёплый Стан“ — Кузовлёво», е143 «Метро „Тёплый Стан“ — Каменка», е144 «Метро „Тёплый Стан“ — Плёсково», е148 «Метро „Тёплый Стан“ — Посёлок ЛМС».
С 6 сентября 2024 года маршрут № е10 был направлен по всему Ленинскому проспекту и Киевскому шоссе до метро «Саларьево» вместо метро «Тёплый Стан».
С 21 сентября 2024 года маршрут № 716 получил новый № е66 и стал работать в полуэкспрессном режиме.
С 8 ноября 2024 года запущен маршрут коммерческого перевозчика № 102 «Метро „Филатов Луг“ — Нововатутинский проспект» для связи жилого комплекса «Новые Ватутинки» и Сокольнической линии метро.
С 18 января маршруты № 398, 433, 521, 991 перенумерованы в № е131, е132, е152, е151 соответственно; маршрут № е132 в Троицке продлён от микрорайона «В» до Академической площади.
С 15 марта 2025 года маршрут № 300 получил новый № е24 и стал следовать по новой выделенной полосе на улице Толбухина и по Барвихинской улице вместо Можайского шоссе, улиц Кубинка и Запорожской для удобства доступности МЦД Сетунь.
С 22 марта 2025 года маршрут № 643 был отменён.

## Пассажиропоток
При вводе новых маршрутов пассажиропоток формировался в течение 2-3 месяцев, а средний срок обкатки с выводами о целесообразности составлял около полугода. В частности, количество пассажиров маршрута № 905 за 4 месяца после открытия возросло более чем в два раза до 4000 чел. в сутки, а в конце 2013 года достиг более 7200 человек в сутки.
В 2013 году полуэкспрессами пользовались ежесуточно от 8 до 14 тысяч человек, при этом один автобус перевозил за рейс от 40 до 80 человек, а самыми востребованными маршрутами стали № 902 и 903.
В мае 2014 года полуэкспрессными маршрутами пользовались 73 тысяч пассажиров в сутки.
На май 2015 года этот показатель востребованности превысил 100 тысяч человек. Это обосновывается тем, что жители столицы находят в полуэкспрессах хорошую альтернативу личному транспорту для ежедневных поездок по городу.
В 2017 году полуэкспрессными маршрутами воспользовались 180 тысяч пассажиров в день, что по сравнению с 2016 годом больше на 20 тысяч человек. Всего за 2017 год автобусы перевезли 40 млн пассажиров.
В 2018 году пассажиропоток маршрута № 908 увеличился на 20 % (с 9 тысяч до 11 тысяч человек в день) после запуска бестурникетных автобусов.
Осенью 2018 года было заявлено, что недельный пассажиропоток полуэкспрессных маршрутов составляет миллион пассажиров, суточный — 162 тысячи человек, а всего за 9 месяцев 2018 года автобусы перевезли 41 млн пассажиров.
В 2020 году пассажиропоток на полуэкспрессных маршрутах составил 36 млн человек, суточный по будням — более 103 тысяч, а самым популярным маршрутом стал № м7 с суточным пассажиропотоком в 12 тысяч человек.

## Маршруты
| №     | Направление                 | Маршрут                                        | Основная трасса следования | Промежуточные станции метро, МЦК и МЦД                                                                                            | Примечания                                                    |
| ----- | --------------------------- | ---------------------------------------------- | --- | --- | ------------------------------------------------------------- |
| е10   | Юго-запад                   | Саларьево — Китай-город                        | Саларьевский Спуск, Киевское шоссе, Ленинский проспект, Большая Якиманка, Моховая, Охотный Ряд, Театральный проезд, Новая площадь, Славянская площадь                                                                             | Румянцево (только в сторону Саларьево), Тропарёво, Новаторская, Ленинский проспект, Октябрьская, Библиотека имени Ленина, Лубянка | Бывший 144                                                    |
| е12   | Юго-запад                   | Калужская — Октябрьская                        | Обручева, Новаторов, Ленинский проспект, площадь Гагарина | Новаторская, Ленинский проспект                                                                                                   | Бывший 144к                                                   |
| е24   | Хорда Северо-запад          | Беловежская улица — Петровско-Разумовская      | Беловежская, Толбухина, Барвихинская, Ярцевская, Крылатская, Нижние Мнёвники, Народного Ополчения, Алабяна, Алабяно-Балтийский тоннель, Большая Академическая, Линии Октябрьской Железной Дороги                                  | Сетунь, Молодёжная, Мнёвники, Октябрьское Поле                                                                                    | Бывший 300                                                    |
| е29   | Хорда Запад — Юг            | Каширская — Филёвский парк                     | Минская, Ломоносовский проспект, Нахимовский проспект, Каширское шоссе | Минская, Ломоносовский проспект, Университет, Профсоюзная, Нахимовский проспект                                                   | Бывший 908                                                    |
| е30   | Северо-запад                | 4-й микрорайон Митина — Китай-город            | Пятницкое шоссе, Волоколамское шоссе, Ленинградский проспект, 1-я Тверская-Ямская, Тверская, Охотный Ряд, Театральный проезд, Новая площадь, Славянская площадь                                                                   | Пятницкое шоссе, Трикотажная, Тушинская, Стрешнево, Сокол, Аэропорт, Динамо, Белорусский вокзал, Маяковская, Охотный Ряд, Лубянка | Бывший 904                                                    |
| е30к  | Северо-запад                | 4-й микрорайон Митина — Белорусский вокзал     | Пятницкое шоссе, Волоколамское шоссе, Ленинградский проспект, Тверская Застава | Пятницкое шоссе, Трикотажная, Тушинская, Стрешнево, Сокол, Аэропорт, Динамо                                                       | Бывший 904к                                                   |
| е41   | Северо-запад                | Северная — Ховрино                             | Академика Валиева, Проспект Генерала Алексеева (без посадки и остановок в прямом направлении), Центральный проспект (посадка в прямом направлении) и Савёлкинский проезд (обратно улица Юности), Московский проспект, трасса М-11 | нет | Бывший 400э                                                   |
| е59   | Хорда Север — Северо-восток | Осташковская улица — 9-я Северная линия        | Арсюкова, Дмитровское шоссе, Лианозовский проезд, Череповецкая, Лескова, Широкая | Физтех, Лианозово, Алтуфьево, Медведково                                                                                          | Бывший 909                                                    |
| е66   | Северо-восток               | Дворец спорта «Сокольники» — Посёлок Восточный | Сокольнический Вал, Сокольническая площадь, Стромынка, Преображенская, Большая Черкизовская, Щёлковское шоссе, проектируемый проезд № 5014                                                                                        | Сокольники, Митьково, Преображенская площадь, Черкизовская, Щёлковская                                                            | Бывшие 716 и 716к                                             |
| е70   | Юго-восток                  | 138-й квартал Выхина — Китай-город             | Ферганский проезд, Ферганская, Ташкентская, Рязанский проспект, Нижегородская, Таганская, Верхняя Радищевская, Яузская, Яузские Ворота, Солянка, Славянская площадь                                                               | Юго-Восточная, Рязанский проспект, Окская, Нижегородская, Калитники, Марксистская, Таганская                                      | Бывший м7                                                     |
| е80   | Юг                          | Загорье — Таганская                            | Липецкая, Бакинская, Пролетарский проспект, Каширское шоссе, Маршала Шестопалова, проспект Андропова, Сайкина, Велозаводская, Симоновский Вал, Новоспасский проезд, Таганская площадь                                             | Кантемировская, Каширская, Коломенская, Технопарк, Автозаводская, Пролетарская                                                    | Бывший 901                                                    |
| е80к  | Юг                          | —                                              | Липецкая, Бакинская, Кавказский бульвар, Пролетарский проспект | | Бывший 901к                                                   |
| е85   | Юг                          | Каширское шоссе — МКАД — Добрынинская          | Каширское шоссе, Варшавское шоссе, Большая Тульская, Серпуховская Застава, Люсиновская, Большая Серпуховская | Домодедовская, Москворечье, Каширская, Нагатинская, Верхние Котлы, Тульская                                                       | Бывший 907                                                    |
| е91   | Юг                          | Коктебельская улица — Молодцовский проезд      | Старокачаловская, бульвар Дмитрия Донского, Грина, Варшавское шоссе, далее кольцом: Брусилова, Маршала Савицкого | Бульвар Дмитрия Донского | Бывший 858                                                    |
| е99   | Юг                          | Захарьино — Улица Академика Янгеля             | Брусилова, Маршала Савицкого, Варшавское шоссе | Аннино | Бывший 906                                                    |
| е131  | Юго-запад                   | Тёплый Стан — Академическая площадь            | Новоясеневский проспект, Профсоюзная, Калужское шоссе, Центральная, Солнечная, Октябрьский проспект, Академическая площадь | Корниловская, Ольховая | Бывший 398                                                    |
|       | Юго-запад                   | Тёплый Стан — Академическая площадь            | Новоясеневский проспект, Профсоюзная, Калужское шоссе, Центральная, Солнечная, Октябрьский проспект, Академическая площадь | Корниловская, Ольховая | Бывший 398                                                    |
| е132  | Юго-запад                   | Тёплый Стан — Академическая площадь            | Новоясеневский проспект, Профсоюзная, Калужское шоссе, Городская, Текстильщиков, Полковника Милиции Курочкина, Профессора Летохова, Октябрьский проспект, Академическая площадь                                                   | Корниловская, Ольховая | Бывший 433                                                    |
|       | Юго-запад                   | Тёплый Стан — Академическая площадь            | Новоясеневский проспект, Профсоюзная, Калужское шоссе, Городская, Текстильщиков, Полковника Милиции Курочкина, Профессора Летохова, Октябрьский проспект, Академическая площадь                                                   | Корниловская, Ольховая | Бывший 433                                                    |
| е141  | Юго-запад                   | Тёплый Стан — Усадьба Клёново                  | Новоясеневский проспект, Профсоюзная улица, Калужское шоссе, автодорога Красная Пахра — Ознобишино, Варшавское шоссе, заезд в посёлок Курилово, Варшавское шоссе, заезд в посёлок № 3, Брестское шоссе, Клёново                   | Корниловская, Ольховая | Бывший 531                                                    |
|       | Юго-запад                   | Тёплый Стан — Усадьба Клёново                  | Новоясеневский проспект, Профсоюзная улица, Калужское шоссе, автодорога Красная Пахра — Ознобишино, Варшавское шоссе, заезд в посёлок Курилово, Варшавское шоссе, заезд в посёлок № 3, Брестское шоссе, Клёново                   | Корниловская, Ольховая | Бывший 531                                                    |
| е142  | Юго-запад                   | Тёплый Стан — Кузовлёво                        | Новоясеневский проспект, Профсоюзная, Калужское шоссе, Вороновский Рубеж, Ивлевское шоссе, Калужское шоссе, Брестское шоссе, Варшавское шоссе, автодорога Бунчиха — Кузовлёво                                                     | Корниловская, Ольховая | Бывший 303                                                    |
|       | Юго-запад                   | Тёплый Стан — Кузовлёво                        | Новоясеневский проспект, Профсоюзная, Калужское шоссе, Вороновский Рубеж, Ивлевское шоссе, Калужское шоссе, Брестское шоссе, Варшавское шоссе, автодорога Бунчиха — Кузовлёво                                                     | Корниловская, Ольховая | Бывший 303                                                    |
| е143  | Юго-запад                   | Тёплый Стан — Каменка                          | Новоясеневский проспект, Профсоюзная, Калужское шоссе, Вороновский Рубеж, Ивлевское шоссе, Вороновский Рубеж, Калужское шоссе, Брестское шоссе, Варшавское шоссе, заезд в посёлок Рогово, Центральная                             | Корниловская, Ольховая | Бывший 503                                                    |
|       | Юго-запад                   | Тёплый Стан — Каменка                          | Новоясеневский проспект, Профсоюзная, Калужское шоссе, Вороновский Рубеж, Ивлевское шоссе, Вороновский Рубеж, Калужское шоссе, Брестское шоссе, Варшавское шоссе, заезд в посёлок Рогово, Центральная                             | Корниловская, Ольховая | Бывший 503                                                    |
| е144  | Юго-запад                   | Тёплый Стан — Плёсково                         | Новоясеневский проспект, Профсоюзная улица, Калужское шоссе, А107, автодорога Шишкин Лес — посёлок дома отдыха Плёсково, заезд в посёлок Секерино, автодорога Шишкин Лес — посёлок дома отдыха Плёсково                           | Корниловская, Ольховая | Бывшие 512 и 514                                              |
|       | Юго-запад                   | Тёплый Стан — Плёсково                         | Новоясеневский проспект, Профсоюзная улица, Калужское шоссе, А107, автодорога Шишкин Лес — посёлок дома отдыха Плёсково, заезд в посёлок Секерино, автодорога Шишкин Лес — посёлок дома отдыха Плёсково                           | Корниловская, Ольховая | Бывшие 512 и 514                                              |
| е144а | Юго-запад                   | —                                              | Новоясеневский проспект, Профсоюзная улица, Калужское шоссе, Голохвастовское шоссе, А107, автодорога Шишкин Лес — посёлок дома отдыха Плёсково, заезд в посёлок Секерино                                                          | Ольховая |                                                               |
|       | Юго-запад                   | —                                              | Новоясеневский проспект, Профсоюзная улица, Калужское шоссе, Голохвастовское шоссе, А107, автодорога Шишкин Лес — посёлок дома отдыха Плёсково, заезд в посёлок Секерино                                                          | Ольховая |                                                               |
| е148  | Юго-запад                   | Тёплый Стан — Посёлок ЛМС                      | Новоясеневский проспект, Профсоюзная, Калужское шоссе, Вороновский Рубеж, Ивлевское шоссе (только в прямом направлении) | Корниловская, Ольховая | Бывший 508                                                    |
|       | Юго-запад                   | Тёплый Стан — Посёлок ЛМС                      | Новоясеневский проспект, Профсоюзная, Калужское шоссе, Вороновский Рубеж, Ивлевское шоссе (только в прямом направлении) | Корниловская, Ольховая | Бывший 508                                                    |
| е151  | Юго-запад                   | Тёплый Стан — Нововатутинский проспект         | Новоясеневский проспект, Профсоюзная, Калужское шоссе, Чароитовая (только в прямом направлении), 1-я и 6-я Нововатутинская (только в обратном направлении), Нововатутинский проспект                                              | Корниловская, Ольховая | Бывший 991                                                    |
|       | Юго-запад                   | Тёплый Стан — Нововатутинский проспект         | Новоясеневский проспект, Профсоюзная, Калужское шоссе, Чароитовая (только в прямом направлении), 1-я и 6-я Нововатутинская (только в обратном направлении), Нововатутинский проспект                                              | Корниловская, Ольховая | Бывший 991                                                    |
| е152  | Юго-запад                   | Тёплый Стан — 1-я Ватутинская улица            | Новоясеневский проспект, Профсоюзная, Калужское шоссе, 4-я Ватутинская и Дмитрия Рябинкина (только в прямом направлении), 1-я Ватутинская                                                                                         | Корниловская, Ольховая | Бывший 521                                                    |
|       | Юго-запад                   | Тёплый Стан — 1-я Ватутинская улица            | Новоясеневский проспект, Профсоюзная, Калужское шоссе, 4-я Ватутинская и Дмитрия Рябинкина (только в прямом направлении), 1-я Ватутинская                                                                                         | Корниловская, Ольховая | Бывший 521                                                    |
| 102   | Юго-запад                   | Филатов Луг — Нововатутинский проспект         | Филатовское шоссе, Калужское шоссе, 1-я и 3-я Нововатутинская, 5-я Нововатутинская (только в обратном направлении), Нововатутинский проспект                                                                                      | Прокшино, Ольховая (только в прямом направлении)                                                                                  | Обслуживается ООО «Таксомоторный парк № 20»                   |
| 903   | Северо-восток               | Холмогорская улица — Проспект Мира             | Ярославское шоссе, проспект Мира | Ростокино, ВДНХ, Алексеевская, Рижский вокзал                                                                                     | Работают парковые рейсы от Холмогорской улицы до метро «ВДНХ» |
| 905   | Северо-запад                | 75-й км МКАД — Белорусский вокзал              | Ленинградское шоссе, Ленинградский проспект | Войковская, Сокол, Аэропорт, Динамо                                                                                               |                                                               |

| №    | Направление         | Маршрут                                   | Основная трасса следования | Промежуточные станции метро, МЦК и МЦД                                                                     | Примечания |
| ---- | ------------------- | ----------------------------------------- | --- | --- | --- |
| 112э | Юго-восток          | Братиславская — Капотня                   | Перерва, Белореченская, Верхние Поля, Капотня, 1-й Капотнинский проезд, Ивана Гераськина | нет | Отменён 17 мая 2024 года в связи с переводом дублирующего маршрута № 112 в категорию «магистральных»                                                           |
| 643  | Хорда Северо-восток | 9-й микрорайон Кожухова — Базовская улица | Лухмановская, Руднёвка, Татьяны Макаровой, Святоозёрская, Лухмановская, Дмитриевского, Косинское шоссе, Северо-Восточная хорда, проезд Нансена, проезд Серебрякова, Фестивальная, Талдомская, Коровинское шоссе | Лухмановская, Улица Дмитриевского, Ботанический сад                                                        | Отменён 22 марта 2025 года в связи уменьшением пассажиропотока после открытия МЦД-3                                                                            |
| 902  | Юго-Запад           | Улица Федосьино — Киевский вокзал         | Боровское шоссе, Мичуринский проспект, Бережковская набережная | Новопеределкино, Боровское шоссе, Говорово, Озёрная, Мичуринский проспект, Раменки, Ломоносовский проспект | Отменён 20 октября 2020 года в связи с оптимизацией маршрутной сети в районе МГУ и Киевского вокзала, а также по причине дублирования Солнцевской линией метро |

| №   | Направление | Маршрут                      | Основная трасса следования                                                                                | Промежуточные станции метро, МЦК и МЦД | Примечания |
| --- | ----------- | ---------------------------- | --- | -------------------------------------- | --- |
| 911 | Юго-Запад   | Саларьево — Аэропорт Внуково | Саларьевский Спуск, Киевское шоссе, Центральная, 2-я Рейсовая (обратно: 1-я Рейсовая), Вокзальная площадь | нет                                    | Из-за введения дополнительных остановок со временем перестал считаться скоростным, и в сентябре 2020 года удалён с официальной страницы экспресс-маршрутов |